# Étienne-Louis Malus
Étienne-Louis Malus (1775-1812) là nhà vật lý người Pháp. Năm 1808, ông có một phát hiện quan trọng, đó là ánh sáng Mặt Trời phản xạ bị phân cực phẳng. Chuyện bắt đầu khi Malus, trong nhà riêng tại Paris, đang chơi đùa với một miếng băng Iceland, một tinh thể nổi tiếng vì sự khúc xạ kép, tức là bất kỳ cái gì được nhìn qua nó cũng đều sinh ra hai ảnh. Malus quan sát qua nó ảnh của Mặt Trời bị phản xạ từ một cửa sổ bên kia đường. Lạ thay, tinh thể băng Iceland không hề cho ảnh kép mà lại chỉ cho một ảnh. Khi ánh sáng bị phản xạ khỏi bề mặt, hình như một phần ánh sáng đã bị lọc đi hoặc bị phân cực. Điều này chỉ có thể được giải thích bằng lý thuyết sóng ánh sáng. Phát hiện này khiến những người cùng thời với Malus ủng hộ lý thuyết rằng ánh sáng là sóng. Tên của Malus được ghi trên tháp Eiffel. 